# Volkstedt (Rudolstadt)
Volkstedt ist ein Ortsteil der Stadt Rudolstadt im Landkreis Saalfeld-Rudolstadt an der Thüringer Porzellanstraße.

## Geografie
Der Ortsteil liegt südwestlich der Kernstadt Rudolstadt zwischen der Bundesstraße 88 und der Bundesbahnstrecke Berlin-München im Saaletal. Südlich schließt dann unmittelbar Schwarza an die Gemarkung an.

## Geschichte
Das Dorf Volkstedt wurde bereits 842–856 erstmals urkundlich erwähnt.
Volkstedt, abgeleitet vom altdeutschen Rufnamen Volko und in Mundart Volkschte genannt, ist ein Ortsteil von Rudolstadt und wurde 1921 eingemeindet. Er liegt südwestlich vom Stadtkern am Saaleknie.
Volkstedt ist bekannt für sein Porzellan, insbesondere die schon seit dem 18. Jahrhundert und teils unter Christian Nonne produzierende Aelteste Volkstedter Porzellanmanufaktur.
Friedrich Schiller lebt 1788 ein halbes Jahr, vom 19. Mai bis zum 12. November, in Volkstedt. Dort fand er die Inspiration zu seinem Gedicht Die Glocke. Eine Tafel über der Eingangstür zum Pfarramt erinnert daran, dass er in dem Vorgängerbau wohnte.
Bis 1918 gehörte der Ort zur Oberherrschaft des Fürstentums Schwarzburg-Rudolstadt.
Zum Ende des Zweiten Weltkriegs wurde – neben der Nachbarstadt Saalfeld (9. April 1945) – am 10. April 1945 auch Volkstedt Opfer eines Bombenangriffs durch amerikanische Flugzeuge und zu 60 Prozent zerstört. Dabei fanden 35 Menschen den Tod, drei Tage vor dem Einmarsch der US-Bodentruppen. Anfang Juli 1945 wurde Volkstedt, wie ganz Thüringen, von den Amerikanern an die Rote Armee übergeben. Damit wurde es Bestandteil der SBZ und ab 1949 der DDR.

## Kirche
Die Dorfkirche Volkstedt wurde im 12. Jahrhundert erbaut, im 18. Jahrhundert umgebaut, 1938 erneuert, am 10. April 1945 durch Bombenangriff zerstört, 1949/50 wieder aufgebaut (der Turm später) und nach der Wende gründlich wiederhergestellt.

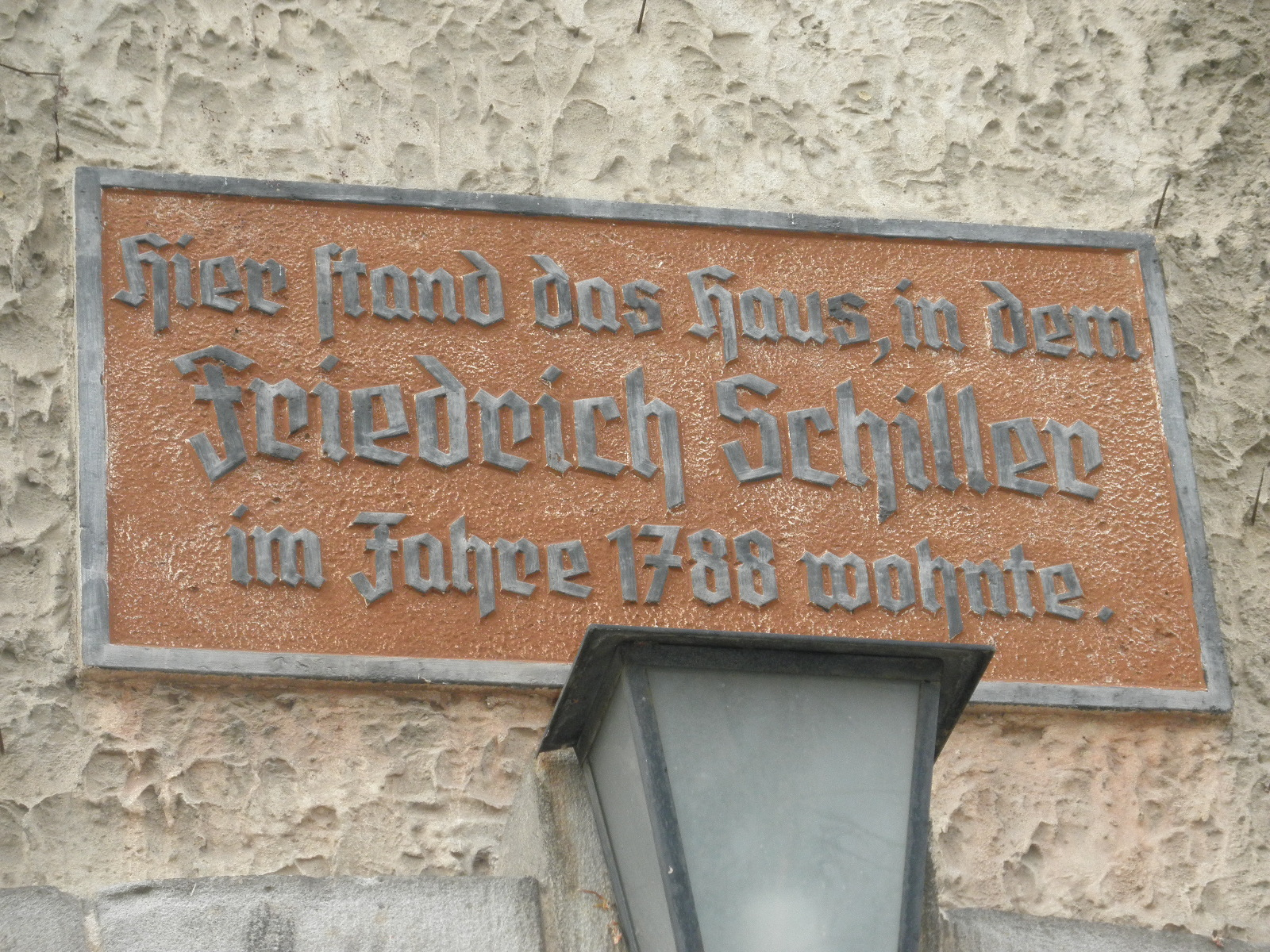
Schiller-Gedenktafel an Pfarramt

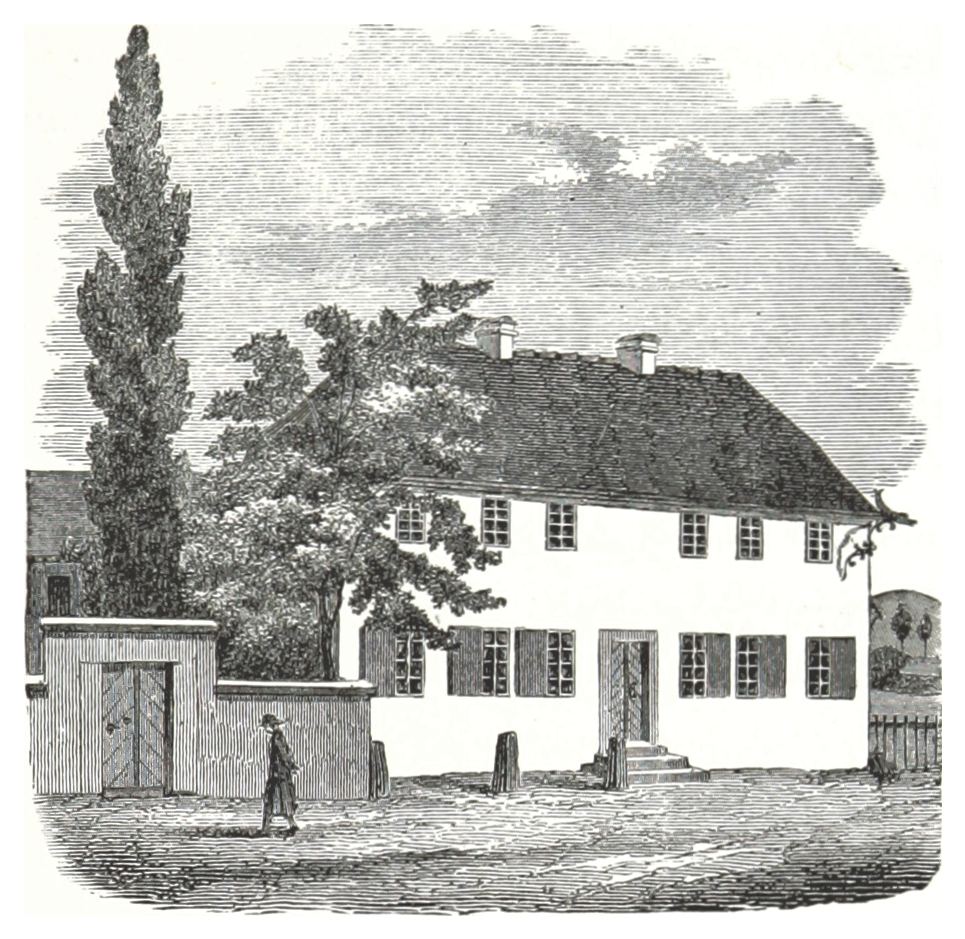
Das Schillerhaus in Volkstedt (um 1860)

## Friedhof
Auf dem Friedhof steht eine lange Reihe repräsentativer, historischer Grabdenkmale wohlhabender Familien von Volkstedt.
Eine gemeinsame Grabstätte auf dem Friedhof oder Erinnerung an die 35 Bombenopfer aus dem Ort vom 10. April 1945 fehlt.

## Söhne und Töchter der Stadt
- Christoph Rose (1630–1675), deutscher Glockengießer, Vater von Glockengießer Johann Rose (s. u.) und Großvater der ersten Glockengießer zu Apolda, Johann Christoph Rose (1686–1749) und Martin Rose (1696–1758)
- Johann Rose (1654–1716), deutscher Glockengießer, Vater der ersten Glockengießer zu Apolda, Johann Christoph Rose und Martin Rose (s. o.)
- Johann Heinrich Abicht (1762–1816), Philosoph
- Arthur Storch (1870–1947), Bildhauer
- Gustav Oppel (1891–1978), Bildhauer und Porzellanbildner